# Impedància imatge

Xarxa en 'L' simple amb impedància en sèrie Z i admissió en derivació Y. Impedàncies d'imatge Z_{i1} i Z_{i2.}

Mostra com es fa una secció T a partir de dues mitges seccions L en cascada. Z_{i2} està mirant a Z_{i2} per proporcionar impedàncies coincidents.

La impedància imatge és un concepte utilitzat en el disseny i l'anàlisi de xarxes electròniques i sobretot en el disseny de filtres. El terme impedància d'imatge s'aplica a la impedància que es veu mirant cap a un port d'una xarxa. Normalment s'implica una xarxa de dos ports, però el concepte es pot estendre a xarxes amb més de dos ports. La definició d'impedància d'imatge per a una xarxa de dos ports és la impedància, Zi1, vist mirant al port 1 quan el port 2 s'acaba amb la impedància de la imatge, Zi2, per al port 2. En general, les impedàncies d'imatge dels ports 1 i 2 no seran iguals tret que la xarxa sigui simètrica (o antisimètrica) respecte als ports.

## Derivació
Com a exemple, a continuació es mostra la derivació de les impedàncies d'imatge d'una xarxa en 'L' simple. La xarxa L consta d'una impedància en sèrie, Z, i una admissió de derivació, Y.

Mostra com es fa una secció Π a partir de dues mitges seccions L en cascada. Z_{i1} està de cara a Z_{i1} per proporcionar impedàncies coincidents.

La dificultat aquí és que per trobar Zi1 primer cal acabar el port 2 amb Zi2. Tanmateix, Zi2 també és una incògnita en aquesta etapa. El problema es resol terminant el port 2 amb una xarxa idèntica: el port 2 de la segona xarxa està connectat al port 2 de la primera xarxa i el port 1 de la segona xarxa acaba amb Zi1. La segona xarxa està acabant la primera xarxa en Zi2 segons sigui necessari. Matemàticament, això equival a eliminar una variable d'un conjunt d'equacions simultànies. La xarxa ara es pot resoldre per Zi1. Escriure l'expressió per a la impedància d'entrada dona;
{\displaystyle Z_{i1}=Z+{\frac {1}{2Y+{\frac {1}{Z+Z_{i1}}}}}}
i resolent per {\displaystyle Z_{i1}} ,
{\displaystyle Z_{i1}^{2}=Z^{2}+{\frac {Z}{Y}}}
Zi2 es troba mitjançant un procés similar, però és més senzill de treballar en termes de recíproc, és a dir, l'admitència de la imatge Yi2 ,
{\displaystyle Y_{i2}^{2}=Y^{2}+{\frac {Y}{Z}}}
A més, es pot veure a partir d'aquestes expressions que les dues impedàncies d'imatge estan relacionades entre si per;

{\displaystyle {\frac {Z_{i1}}{Y_{i2}}}={\frac {Z}{Y}}}